# Zamek Marburg
Zamek Broich (niem. Schloss Marburg) – zabytkowy zamek w Marburg (Hesja).
Na przestrzeni wieków zamek przechodził liczne transformacje. Początkowo zaprojektowany jako zamek, później stał się rezydencją landgrafów Hesji. W czasie wojen: trzydziestoletniej (1618-1648) i siedmioletniej (1756–1763)  pełnił funkcję twierdzy. W XIX w. był używany jako więzienie, zanim w końcu znalazło w nim miejsce archiwum państwowe.

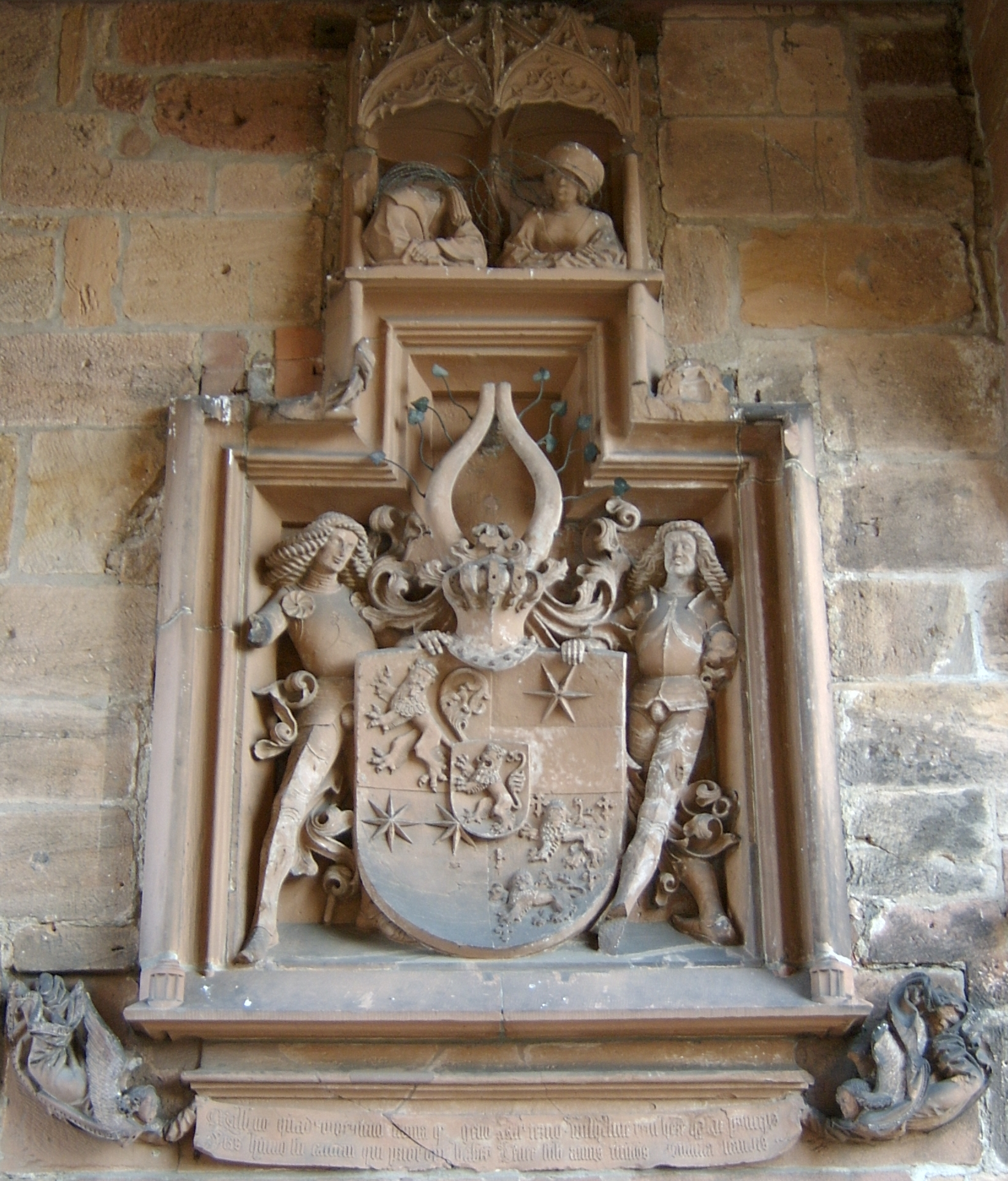
Herb landgrafa Hesji
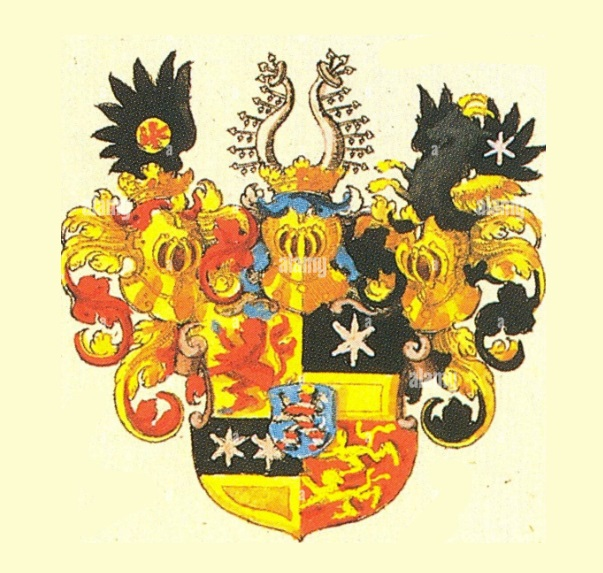
Herb landgrafa Hesji